# Rímini
Rímini (en italiano: Rimini) es una ciudad de la región de Emilia-Romaña ubicada en el nordeste de Italia. Se encuentra frente al mar Adriático y es el principal y el más populoso centro de la Ribera romañola, la segunda ciudad por número de habitantes (después de Rávena) de toda la Romaña y la vigesimoctava ciudad más grande de Italia. Es una localidad de estancia veraniega de fama internacional, se expande a lo largo de 15 km por la costa del mar Adriático con hoteles, restaurantes, bares, clubes nocturnos, playas equiparadas e instalaciones deportivas, por eso su playa resulta la primera en Italia por número de presencias. El desarrollo del turismo, iniciado en el 1843 con la fundación de la primera instalación en la playa, se afirmó definitivamente en el siglo siguiente, perdiendo la originaria connotación aristocrática y mundana y convirtiéndose en fenómeno de masas.
Rímini no solamente es un lugar de veraneo de la rivera romañola, sino también una ciudad de nivel histórico-cultural interesante (aunque si este aspecto normalmente se eclipsa con respecto al más famoso de capital de la vida nocturna y mundana). Colonia fundada de hecho por los romanos en el 268 a. C., durante todo el periodo de su dominación ha sido un centro de comunicación muy importante entre el norte y el sur de la península itálica. Sobre su suelo los emperadores romanos erigieron monumentos como el Arco de Augusto, el puente de Tiberio y el Anfiteatro; mientras que durante el Renacimiento, bajo la familia Malatesta, su corte fue una de las más animadas de la época, acogiendo artistas del calibre de Leon Battista Alberti, Piero della Francesca, Roberto Valturio, Matteo de’ Pasti y produciendo obras como el Templo Malatestiano.
En el siglo XIX ha sido una de las ciudades más activas en el frente revolucionario, acogiendo muchos de los movimientos de revolución, mientras que durante la Segunda Guerra Mundial la ciudad fue zona de duros enfrentamientos y bombardeos, pero también lugar de una orgullosa resistencia partisana, que hizo que obtuviera una medalla de oro al valor civil.
Favorecida por la posición geográfica y por los equipamientos receptivos, se afirmó como uno de los mayores centros con Recinto Ferial de Europa, lugar de manifestaciones y conferencias de mucha importancia.

## Demografía
| Gráfica de evolución demográfica de Rímini entre 1861 y 2011 |
|                                                              |
| Fuente ISTAT - elaboración gráfica de Wikipedia              |

## Historia

### Antigüedad
El área estaba poblada antes de la conquista romana.
El centro de Rímini conserva testimonios del periodo romano y del Renacimiento. La colonia romana de Ariminus, surgió en el lugar en que la vía Flaminia se unía con la vía Emilia. 
En el año 268 a. C. los romanos fundaron aquí la ciudad de Ariminum, que fue la primera colonia de derecho latino al norte de los Apeninos. Era un importante puerto sobre el Adriático en una encrucijada de caminos, conectado con Roma desde 220 a. C. por la vía Flaminia, con Plasencia desde 187 a. C. por la vía Emilia y con Rávena por la vía Popilia. Se estima que a fines del siglo II a. C. contaba con unos 10 000 habitantes. Obtuvo la ciudadanía romana en el año 90 d. C. Las investigaciones arqueológicas dan testimonio de una ciudad próspera hasta el siglo III d. C.
Durante el imperio Ariminum fue dotada con las edificaciones características de una ciudad romana:
- Arco de Augusto, arco de triunfo levantado en 27 a. C. en honor a Augusto.
- Puente de Tiberio, construido en piedra sobre el Marecchia, fue inaugurado en el año 21 d. C., bajo el gobierno de Tiberio. Mide 62,6 metros de largo, y presenta cinco arcos.
- Teatro.
- Anfiteatro con capacidad para alojar entre 10 y 20 000 espectadores.
- Termas.
- Templos.

Invasiones de ca. 254 - ca. 285
El limes de Germania Superior cayó en 254 y los bárbaros penetraron al interior del imperio. Los alamanes entraron en Italia en los años 260 y 270, forzando al emperador Aureliano a ordenar amurallar las ciudades. Aureliano (270-275), Probo (276-282) y finalmente Diocleciano (284-305) lograron restablecer las fronteras.
Las murallas que se construyeron en Rímini incorporan bloques de mármol tomados de edificios monumentales. No protegen toda el área urbana, y aprovechan el anfiteatro, cuyos arcos se han cegado convirtiéndolo en una suerte de fortaleza.
En tiempos del emperador arriano Constancio II (337-361), el sínodo de Rímini del año 359 declaró al arrianismo como religión de estado.
En el siglo IV son edificadas por lo menos siete iglesias, los únicos edificios públicos cuya construcción está atestiguada en esta época. En el siglo V se construyen al menos otras cuatro iglesias, incluyendo una catedral, ubicada junto a la muralla y lejos del foro.

### Antigüedad tardía
Los ostrogodos conquistaron Rímini en 493, sitiando a Odoacro en Rávena y forzándolo a capitular.
Guerra Gótica (535-552)
El exilio y asesinato de la reina ostrogoda Amalasunta en 535 por órdenes del rey Teodato fue aprovechado por el emperador Justiniano I como excusa para reconquistar Italia. Conocemos muy bien los acontecimientos gracias a la obra Historia de las guerras de Procopio de Cesarea. Las tropas imperiales a las órdenes de Belisario desembarcan en el sur de la península en julio de 536. Durante la guerra Rímini fue tomada en múltiples ocasiones.

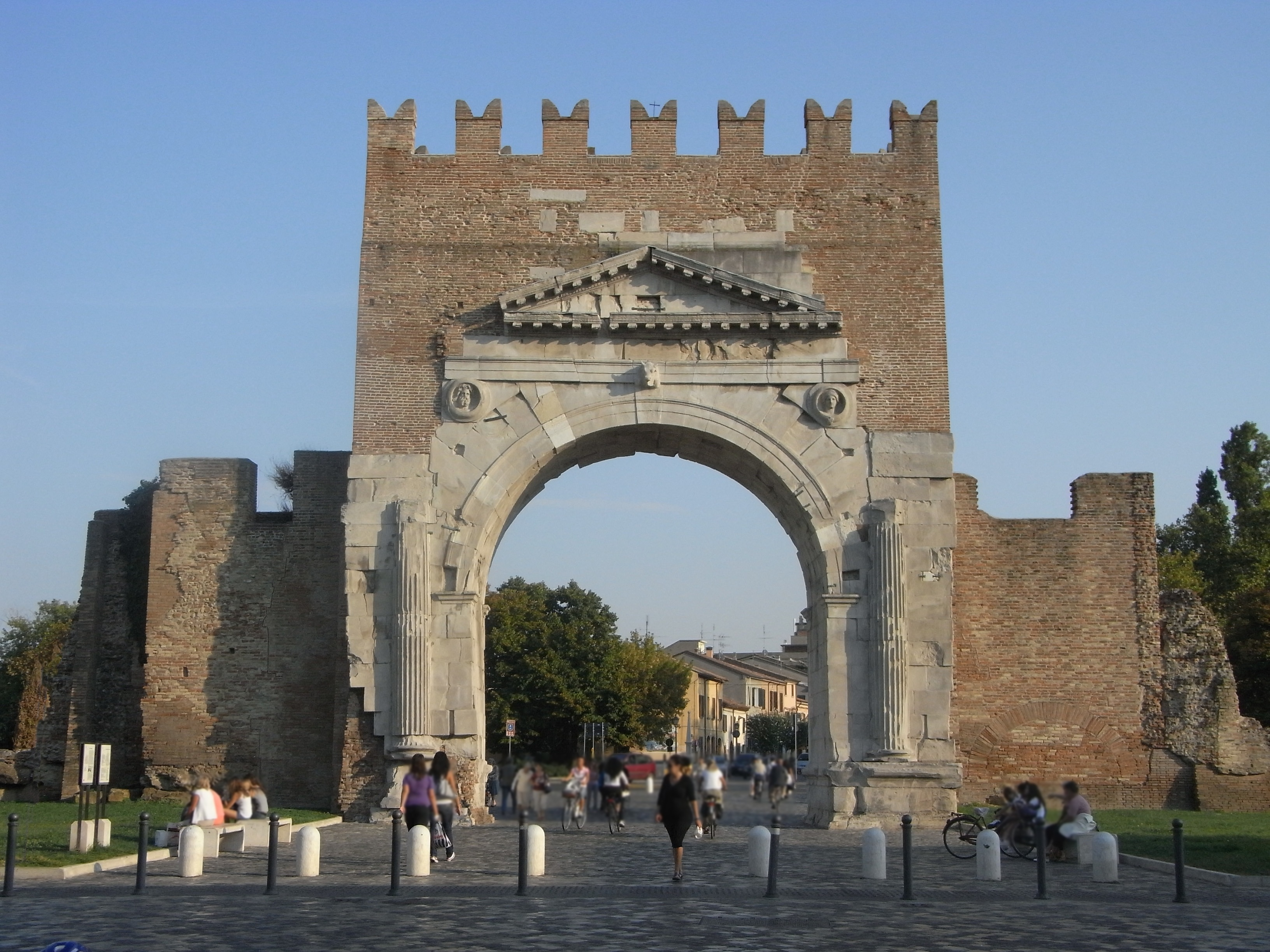
Arco de Augusto

Período lombardo y bizantino (568-774)
Los lombardos invadieron Italia en el año 568 y pronto ocuparon la mayor parte del norte y el Apenino central en torno a Espoleto y Benevento. El Imperio bizantino conservó el dominio de Génova, Rávena, Rímini, Perugia, Roma, el Lacio, Nápoles y el sur de la península.
Así, Rímini forma parte del territorio que los bizantinos logran conservar durante dos siglos, que incluye:
- la zona de Rávena, que con el tiempo comenzará a ser llamado Romania, el país de los romanos: la actual Romaña;
- una franja costera al sur, sobre el Adriático: la Pentápolis (las cinco ciudades de Rímini, Pésaro, Fano, Senigallia y Ancona).

A partir del año 591 Rímini es gobernada por un duque bizantino, que instala su sede no en el foro clásico sino cerca de la catedral. Así pues, en el siglo VII el nuevo centro de la ciudad está formado por la catedral, el palacio episcopal y el palacio ducal, fortificado y apoyado sobre la muralla.
Tal como ocurría en Roma por esta misma época, la distribución de la muy reducida población se modifica, desdibujando la estructura de la ciudad clásica: se abandona el tercio sur y sudeste de la ciudad amurallada, entre el foro y el arco de Augusto, mientras que en la orilla izquierda del Marecchia se va urbanizando en torno a una abadía.
En el año 728 fue tomada, junto con muchas otras ciudades, por el rey lombardo Liutprando; pero volvió a manos bizantinas hacia el año 735.
En el siglo XIV se afirmó la señoría de los Malatesta, cuyo representante principal fue Segismundo (siglo XV).

## Monumentos

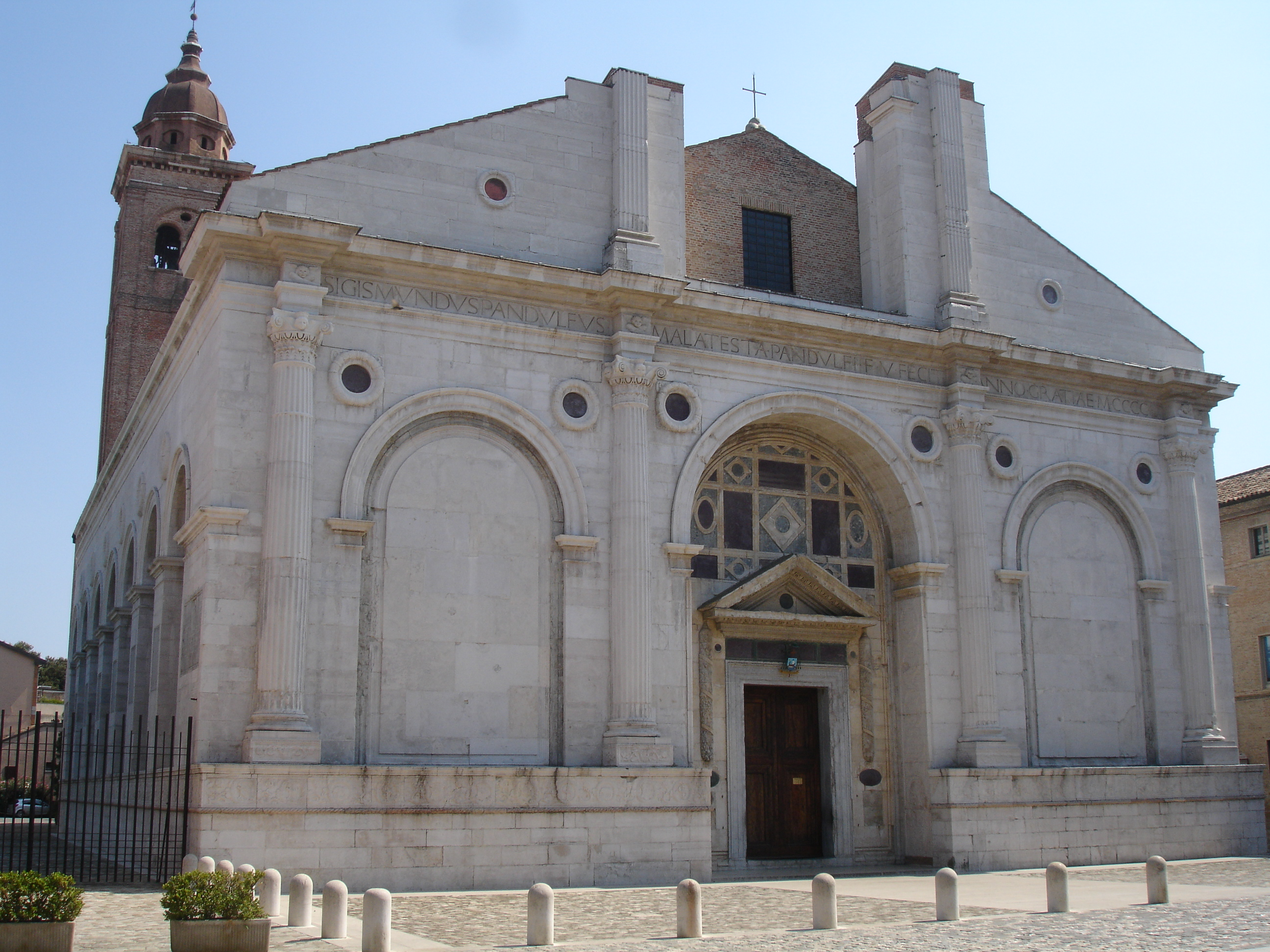
Templo Malatestiano

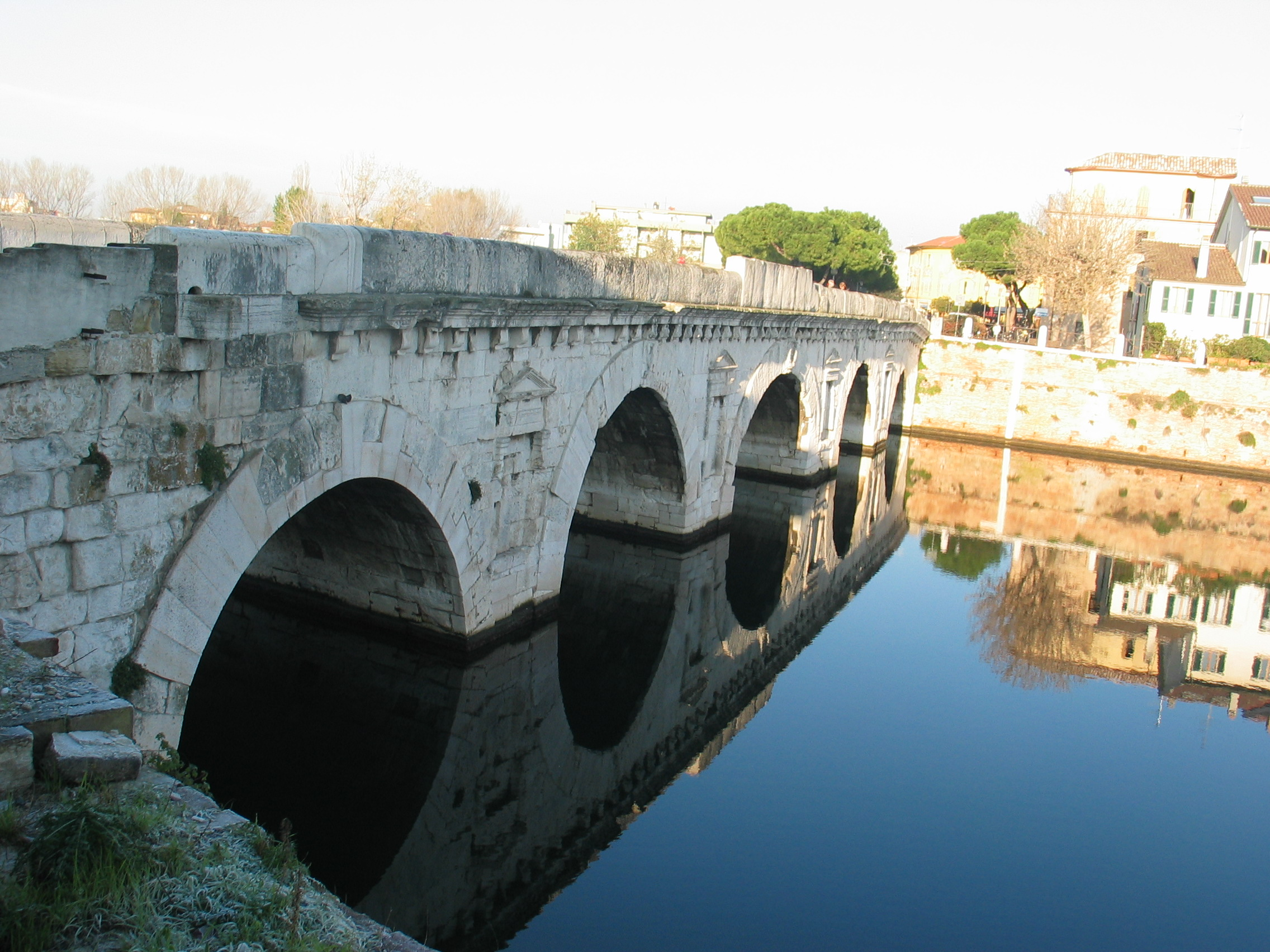
Puente de Tiberio

- Arco de Augusto – Es el más antiguo de los arcos de triunfo romanos que quedan; fue erigido en honor de Augusto en el 27 a. C. en el punto donde se encuentran la vía Flaminia y la vía Emilia; su función principal, además de servir como puerta urbica, era la de mantener la impresionante estatua de bronce del emperador Augusto, retratado mientras dirige un carruaje con cuatro caballos, desafortunadamente destruida. Junto con el Puente de Tiberio es hoy en día uno de los símbolos de la ciudad, tanto de aparecer en el emblema de la ciudad.

- Templo Malatestiano – Normalmente llamado por los ciudadanos “Duomo” llegó a ser en 1809 la catedral con el título de Santa Colomba, es el principal lugar de culto católico de Rimini. Es el resultado de un compendio de estilos, pertenecientes a épocas diversas; su fundación se remonta a la segunda mitad del siglo XIII, pero el edificio, obra de los franciscanos, fue reconstruido completamente hacia mediados del XV por voluntad de Segismundo Malatesta, que encargó las obras de la parte interior al arquitecto gótico Matteo de´Pasti y el proyecto de las estructuras exteriores a Leon Battista Alberti, uno de los mayores arquitectos del Renacimiento. Las obras, interrumpidas en 1460, fueron continuadas por los franciscanos en épocas sucesivas, pero el paramento exterior quedó inacabado.

- El Puente de Tiberio se empezó a construir en el año 14 d. C. bajo mandato de Augusto y se terminó en el año 21 d. C. bajo mandato de Tiberio que le dio el nombre. Se construyó con piedra de Istria como el Arco de Augusto. El puente está formado por cinco arcos de medio punto y desde el partían dos calzadas romanas, la Vía Emilia que llegaba hasta Piacenza y la Vía Popilia que conducía hasta Rávena. Hasta hoy forma parte de la red de carreteras de la ciudad y está abierto al tráfico aunque gracias al “Progetto Tiberio” nacido en 2014; en el 2017 se prevé la peatonalización definitiva del Puente de Tiberio.

- El Castillo Sismondo se empezó a construir en 1437 terminándose en 1446 por orden de Segismondo Pandolfo Malatesta, quien dio nombre al castillo. Los baluartes y los fosos fueron destruidos en el año 1826 aunque el interior sigue intacto. Se utilizó como prisión hasta 1967 y se considera que el edificio es la obra maestra de la arquitectura militar malatestiana. Hoy en día se utiliza sobre todo como sala de exhibiciones.

- La Domus del cirujano es una habitación romana de la segunda mitad del II siglo, descubierta en 1989 a Rimini en la plaza “Luigi Ferrari”. En su interior se han encontrado una de las gamas más completas de instrumentos quirúrgicos de edad romana, que hoy en día se conservan en el museo de la ciudad. Se piensa que el nombre del médico fuera Eutyches (Eutiche) gracias a la inscripción el la pared de tu Taberna Médica “Eutyches Homo Bonus”, y que fuera un médico militar con origen oriental.

- El Anfiteatro romano fue construido durante el II siglo d. C. y utilizado sobre todo para espectáculos gladiadores. Hoy en día acoge manifestaciones y espectáculos culturales.

## Gastronomía
La gastronomía de Rímini es simple, popular y conectada indisolublemente a las tradiciones de la cultura campesina y de la tierra, con una influencia peculiar debida a la posición entre mar y colina. La comida se basa en el uso de harina, huevos, quesos, carne y legumbres, ingredientes clásicos de la cocina romañola, a los cuales hay que añadir el pescado azul, del cual el mar Adriático está lleno. El plato principal es tradicionalmente la pasta, que se prepara en distintas maneras. Uno de los platos locales más típico es sin duda “la pasta sfoglia”: una mezcla de huevos y harina, que se hace a mano, y de la cual se hacen distintos tipos de pastas como, por ejemplo, la lasaña. Otro plato típico es la piadina, un pan de antigua tradición, fina y friable, obtenida por una mezcla de harina, agua, manteca de cerdo y sal. Muy importantes son los vinos también, como el Sangiovese.

## Transportes
Rímini está dotada de su propio aeropuerto internacional que es el segundo de la región por número de pasajeros. Nacido como aeropuerto militar tiene una pista de despegue/aterrizaje muy larga, por eso a veces se utiliza como escala secundaria del aeropuerto de Bolonia, sobre todo para aéreos y aéreos cargo muy grandes que no podrían aterrizar en otro lugar. Conecta la ciudad a muchos aeropuertos importantes europeos como Ámsterdam, Bruselas, Luxemburgo, Moscú, etc.

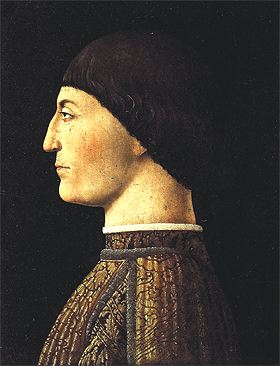
Segismundo Paldolfo Malatesta, el lobo de Rímini

## Personas relacionadas con Rímini
Son numerosas las personas célebres que nacieron y vivieron en Rímini, que destacaron en los ámbitos científico, artístico, cultural, literario, musical, político y deportivo. Destacan:
- Marino (c.275-366) santo de la Iglesia católica que vivió en Rímini tras su ida de la isla croata de Rab.
- San Gaudencio (280-360) obispo de Rímini.

- Segismundo Pandolfo Malatesta (1417-1468) señor de Rímini.

- Federico Fellini (1920-1993), director de cine.

- Antonio Paolucci (1939), historiador de arte, director de los Museos Vaticanos, ministro de los bienes culturales y ambientales.
- Mario Vicini ciclista internacional nacido en el municipio de Martorano provincia Rimini 1913.
- Samuele Bersani (1970) cantante.

También están relacionados con la ciudad, Júlio César, que según la tradición enardeció aquí sus tropas antes de la marcha sobre Roma, Giotto, Piero della Francesca, Alfredo Panzini y Giovanni Pascoli.